# Georges-Armand Favaudon
Georges-Armand Favaudon né le 16 septembre 1921 à Chagny, Saône-et-Loire et mort le 27 décembre 2008 à aubrives, Ardennes, est un peintre et sculpteur français. Il a exposé avec les plus grands, dont Pablo Picasso et Alfred Manessier, tout en étant employé à la SNCF. Il avait pris sa retraite de chef de gare à Aubrives, et y avait établi son atelier.

## Parcours

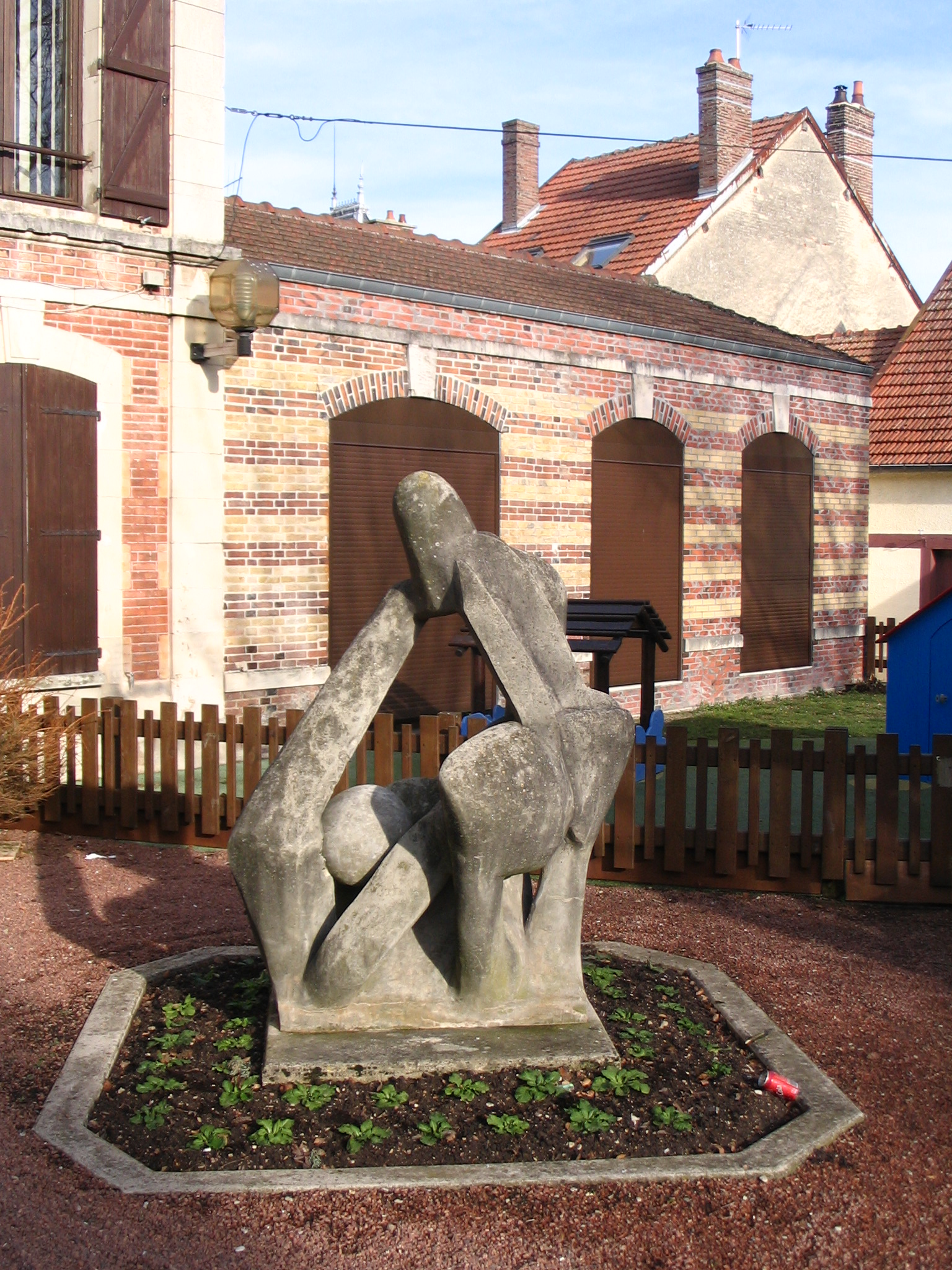
sculpture de Georges -Armand Favaudon, à Romilly-sur-Seine

Georges-Armand Favaudon est fils de berger et autodidacte. Il a appris son art pendant la Seconde Guerre mondiale. Il a également servi pendant cette période dans les Forces françaises libres, en fréquentant pendant les escales la nouvelle école américaine de Jackson Pollock à New York et à Philadelphie. 
Revenu en France, il lui a fallu travailler. La SNCF l'embauche. Il devient chef de gare à Reims, puis à Versailles-Chantiers.
Il s'installe pour sa retraite en 1977 à Aubrives, le pays de son épouse, épousée en mai 1986. Il y a établi son atelier de peinture, céramique et sculpture. Il y est aussi adjoint au maire quelques années.
À l'automne 1980, en butte à des difficultés financières, il organise une vente aux enchères à Charleville-Mézières. Il doit en réorganiser une autre en juin 1983 à Troyes. Ce qui ne l'empêche pas de faire régulièrement don de ses œuvres à des collectivités locales.
Sur ses 1200 compositions, 600 sont situées dans les Ardennes, comme la fresque des scailleteux à Fumay, une autre fresque de 300 mètres de long à Chooz, et les Vierges du bord de Meuse à Aubrives. Il s'agit de dix grandes pierres levées représentant des femmes celtes, en bordure du chemin de halage. La commune lui doit aussi les vitraux de l'église Saint-Maurice.
Favaudon est mort en 2008.

### Webographie
- « Monument commémoratif dite la fresque des scailleteux », sur Ministère français de la culture- Inventaire général du patrimoine culturel.